# Anodonta piscinalis
Anodonta piscinalis is een tweekleppigensoort uit de familie van de Unionidae. De wetenschappelijke naam van de soort is voor het eerst geldig gepubliceerd in 1823 door Nilsson.